# Bleury-Saint-Symphorien
Bleury-Saint-Symphorien var en kommun i departementet Eure-et-Loir i regionen Centre-Val de Loire strax norr om centrala Frankrike. Kommunen låg i kantonen Maintenon som tillhör arrondissementet Chartres. Området som utgjorde den tidigare kommunen Bleury-Saint-Symphorien hade 1 246 invånare år 2017.
Kommunen bildades den 1 januari 2012, då kommunerna Bleury och Saint-Symphorien-le-Château gick samman. Den 1 januari 2016 upphörde Bleury-Saint-Symphorien, då den slogs samman med Auneau till den nya kommunen Auneau-Bleury-Saint-Symphorien.

## Befolkningsutveckling
| Referens: INSEE |

| Referens: INSEE |